# Kitui
Kitui – miasto w Kenii, stolica hrabstwa Kitui. W 2019 liczyło ponad 29 tys. mieszkańców. Od 1963 Kitui jest stolicą rzymskokatolickiej diecezji Kitui.